# 本頓鎮區 (印地安納州門羅縣)
本頓鎮區（英語：Benton Township）是位於美國印地安納州門羅縣的一個行政鎮區。

## 地方資料
根據2010年美國人口普查的數據，本頓鎮區的面積為146.60平方千米，當中陸地面積為142.20平方千米，而水域面積為4.40平方千米。當地共有人口3358人，而人口密度為每平方千米22.91人。